# حقوق موضوعه
حقوق موضوعه اصطلاحی است در فلسفهٔ حقوق و به قوانینی گفته می‌شود که با تصمیم انسان‌ها در یک جامعه، و نه لزوماً مبتنی بر اخلاقیات، شریعت (قوانین مبتنی بر مذهب) یا قوانین طبیعی وضع می‌شود. به عبارتی، مجموع قوانین و مقرراتی که در یک زمان و مکان واحد حاکم بر روابط اجتماعی افراد می‌باشد؛ به صورتی که دولت به عنوان قوهٔ برتر، واضع، متضمن و مجری این قواعد است. این اصطلاح به صورت معمول در مقابل حقوق طبیعی به‌کار می‌رود.
چنین نگرشی حقوق را ناشی از ارادهٔ حاکم یا قدرت می‌داند و چنان‌که از عنوان آن برمی‌آید، قانون باید وضع‌شده و اثبات‌پذیر باشد؛ یعنی قانون بایستی در جایی محقَّق شود تا بتوان آن را قانون نامید. این نگرش در برابر حقوق طبیعی قرار می‌گیرد و نمی‌پذیرد که اخلاق یا طبیعت بشر توان ایجاد قانون را برای جامعهٔ انسانی داشته باشد.